# Alone in the Dark 3
Alone in the Dark 3 es la tercera entrega de la saga de videojuegos de terror Alone in the Dark, publicada por Infogrames en 1994 en su versión original y en 1996 en versión Windows 95. Constituye la última entrega de la llamada saga clásica de Alone in the Dark.

## Argumento
Es 1926, y tras el éxito de Edward Carnby en las dos investigaciones anteriores, se ha ganado el apodo de Detective Privado Sobrenatural . En esta ocasión, Carnby ha sido contratado para investigar la desaparición del equipo de rodaje de una película de cine en un pueblo fantasma llamado Slaughter Gulch, en medio del desierto de Mojave en California. Entre los desaparecidos del equipo se encuentra Emily Hartwood, sobrina de Jeremy Hartwood, de la primera parte.
Nada más llegar, Carnby descubre que una maldición ha caído sobre el pueblo y que Jed Stone, un cowboy diabólico, es el responsable de la desaparición del equipo. En el camino, Carnby se encontrará con pistoleros de gran puntería y con almas perdidas sedientas de sangre a los que él tendrá que enfrentarse con ayuda de su fuerza y su pericia.

## El juego
Esta fue la primera entrega de la saga que no tuvo versión en disquete sino que salió únicamente en CD-ROM, con música y voces grabadas en el disco óptico. En España fue uno de los primeros videojuegos en que tales voces fueron dobladas al castellano, en lugar de limitarse a traducir los textos y dejar las voces en inglés como se hizo con los dos títulos anteriores. Gráficamente sigue prácticamente el estilo de entregas anteriores, con personajes animados poligonalmente en 3D sobre escenarios dibujados en 2D.
El tamaño del mapa a explorar aumenta considerablemente, pero aun así, el desarrollo del juego es bastante lineal, ya que los caminos están bloqueados por pistoleros que matan a Carnby si se acerca, hasta que se exploren los edificios en un orden determinado. La acción pura que se vio en la entrega anterior pasa a un segundo plano recuperando en parte el estilo de la primera parte de resolver enigmas para avanzar en la acción.